# Мот (божество)
Мот, Му́ту (семит. *mawt; угар. 𐎎𐎚‎; ивр. מות‎; финик. 𐤌𐤕; араб. موت‎; букв. «смерть») — угаритский бог смерти, засухи, болезней, бесплодия и царь подземного царства, по угаритским текстам, царствующий далеко на западе, там где заходит солнце, под землёй в городе Хамрай, который находился за горами или горными цепями Таргазаззи и Сармагги, опоясывающие плоскую землю. Основным источником информации о его роли в мифологии является эпос Цикл Баала в котором он выступает противником Баала за главенство в мире и над богами, а также его убийцей.
Позже он сам был убит богиней Анат, которая расчленяет, промалывает жерновами и разбрасывает по полю, поступая с ним как с колосом злака. Этот эпизод был интерпретирован как ритуальное убийство или то, что просто отражал окончательное убийство Мота. Через семь лет он воскресает, и вступает в равную борьбу с Баалом. Испугавшись угрозы богини солнца Шапаш, что его отец Эль прогонит с его трона, он уступает Баалу. В угаритских списках богов, он не упоминается, вероятно, потому, что ему не поклонялись, а единственное обрядовое действие с Мотом, вероятно, описано в Мифе о Рождении Благих Богов, где его изображение со скипетром побивалось участниками обряда, чтобы увеличить плодородность и плодовитость общества.
Также Мот упоминается в сохранившихся фрагментах греческого перевода сочинений финикийца Санхуниатона, сделанного Филоном из Библоса, где выступает, как некая водянистая субстанция, возникшая из духа и создавшая мир, что имеет параллели с Библией, где дух Бога парит над водами в начале творения, и как умерший сын Реи и Эля, названого Кроном, и которого тот сделал царём над миром мёртвых.
Мот присутствует и в книгах Ветхого Завета под терминами «смерть» и «Шеол», которые описываются, как ненасытные, проглатывающие грешников и имеющие огромную пасть, что совпадает с угаритским образом Мота в виде гигантской пасти с одной губой лежащей на земле, а другой губой достигающей неба, и языком, достигающим звёзд. По представлениям учёных, в Библии, он выступает противником Яхве, описываемого эпизодически, как божество бурь, которого последний победит окончательно, точно так же, как Мот выступает против другого божества бурь — Баала. Предполагается, что термин Шеол имеет происхождение от имени богини подземного царства Шувалы, которая, возможно, была супругой Мота в Угарите.

## Этимология и эпитеты
Угаритское 𐎎𐎚, «Муту» и финикийское 𐤌 𐤕, «Мот» происходят от общесемитского слова *mawt — «смерть». Это слово родственно другим словам в семитских языках: аккад. 𒍗, сир. ܡܘܬܐ, араб. موت‎, ивр. מות‎, шехр. mīt, геэз ሞት, мальт. mewt. От него также происходят слова «человек», «муж» с общим значением «смертный» в иврите, аккадском, угаритском и геэзском языках. В греческом тексте Евсевия Кесарийского для обозначения имени бога, употребляется греческая форма слова «Мот» (Μώτ), которая не совпадает с позже появляющийся в тексте формой «Мут» (Μοὺθ). В угаритских текстах Моту даются различные эпитеты: bn 'ilm, «сын Эля»; pydd ‘il, «любимец Эля»; gzr, «витязь»; šm ‘il mtm, «Мот — слава Эля» или в буквальном переводе «Мот — имя Эля».

## Общие сведения
Основной источник о Моте — угаритские таблички, датируемые, в основном, XIII—XII веками до нашей эры, в которых он предстаёт в виде бога смерти, засухи, болезней, бесплодия и подземного царства. В мифологии Угарита Мот сын Эля и, вероятней всего, сын Ашеры. А также главный противник Баала. В их антагонизме также отражается годичный земледельческий цикл: Баал обеспечивает дождливый период для прорастания семян и роста растений, Мот же отвечал за бесплодие и засуху. Традиционно Мот и Баал постоянно участвовали в сезонной борьбе, в которой Баал, как и многие подобные божества урожая, ежегодно побеждался и убивался. Мота, однако, также ежегодно убивала сестра Баала, Анат, которая таким образом способствовала воскрешению Баала. Анат выполняет ритуальное убийство, разрубая, измельчая и рассеивая по полю останки, поступая с Мотом, как с колосом злака. На основе этого было сделана устаревшая характеристика Мота, как бога плодородия, но это предположение было отвергнуто, так как Мот связан с противоположными чертами — со смертью и засухой. Мот также оказывается умирающим и воскресающим богом, и в этом качестве он представляет явную параллель Баала. Подобные представления, по мнению Поупа, нашли отражение и в Иоан. 12:24.
Вид бога Мота представляет собой гигантскую пасть, верхняя губа, которой достигает до неба, а нижняя — земли, с языком достигающим звёзд. Основной чертой Мота является неутолимый голод. Он поглощает все, что находится в близи его. Образ Мота подчеркивал всеохватность смерти, которой никто не может сопротивляться. Его проявлением в земном мире, кроме смерти каждого конкретного человека, являются бесплодие, иссушающий зной и жестокая засуха, ведущие к исчезновению всего живого. В царство Mота уходят мёртвые или он сам приходит за умирающими, например к Карату, спасти которого смогла лишь божественная целительница Шаатикат, созданная Элем и победившая Мота.
Мот обитал в городе hmry, Хамрай, расположенном в ущелье, находящееся на краю земли, которое воспринималось, как вход в подземный мир. Аналогии с мифологическими представлениями других народов показывают, что местонахождение бога смерти — на западе, там, где заходит солнце. Город находится за мифическими горами или горными цепями trgzz, Таргазаззи и trmg, Сармагги, также находящиеся на краю Земли, и опоясывающие её край. Топонимы этих гор больше нигде не упоминаются, и Шифман предполагает, что они имеют хурритское происхождение. Также существует транслитерация Таргузиза и Таррумаги. Само же название города Хамрай переводится с угаритского Циркиным, как «место проливания слёз» или «место крушения». Шифман переводит название, как «пропасть».
В тексте мифа о рождении благих богов — вероятных, Шахара и Шалима, есть элементы, присущие обрядовому мифу. Текст мифа поделен на несколько эпизодов, сопровождаемых указаниями на то, как правильно совершать обрядовые действия. В ходе этого обряда, чтобы избежать гибели общества от неплодородия земли и от бесплодия женщин, в Угарите совершали специальную церемонию, когда изображение Мота со скипетром «бездетности и вдовства» появлялось перед собравшимися, а затем жрец призывал на него судьбу обрезанной и связанной виноградной лозы, подвергая образ Мота избиению и поношениям.
В списках угаритских богов Мот не упоминается. По мнению Шифмана, вероятно, потому что он был «ненавистным богом», и его культа не было.

### Связь Мота с богинями
Во 2-м тысячелетии до нашей эры в Эмаре и Угарите существовал культ богини Шувалы, где она считалась божеством загробного мира. В библеистике термин «Шеол», встречающийся в Библии и обозначающий загробный мир, иногда считается производным от имени Шувалы на иврите. По словам ассириолога Луиса Фелиу, связь между Шеолом и Шувалой «возможна, но не несомненна». По предположению Циркина, в Угарите Шувалу, вероятно, считалась супругой бога смерти Мота. Филон указывает на существование некой финикийской богини, называя её эллинизированым именем Персефона. Циркин полает, что под ней имеется в виду Шувалу. Также он предполагает связь дочери Баала — Арцай с Мотом, на каком‑то этапе мифотворчества ханаанеев, воспринявшем её, как его супругу.

## Угаритские тексты

### Цикл Баала

#### Поэма о борьбе Силача Баала с Мотом
Миф об борьбе Баала и Мота являются частью Цикла Баала — известной угаритской повествовательной поэмы, сохранившиеся на табличках KTU 1.1-6, которая также иногда называется, как Цикл Баала — Анат. Миф сюжетно начинается в конце поэмы об постройки Баалом его дворца в тексте KTU 1.4, столбцах VII и VIII, где Баал торжествует в своём дворце, говоря, что не будет покорным Моту, и отправляет посланников Гапну и Угару передать это Моту, к его царскому трону в городе Хамрай, находящимся в ущелье за горами Таргаззизи и Сармагги. Там они найдут его на царском троне в грязи, среди нечистот. Далее Баал предупредил своих посланцев, чтобы они к самому Моту не приближались, чтобы он не поглотил их. Поэтому Гапну и Угару должны будут остановиться за тысячу мер, за десять тысяч полей от Мота, воздать ему почести и на расстоянии передать ему послание Баала, что он не будет подчиняться Моту. Отправившись, послы остановились на указанном расстоянии и передали послание богу смерти.
Тексты KTU 1.5 и KTU 1.6, на которых записан миф о противостоянии Баала и Мота, находятся в очень плохом состоянии, но общее повествование может быть восстановлено. Когда Мот узнал о торжестве Баала, он возмутился и заявил, что только он, один будет править богами, накормит богов и людей, насытит всех живущих на земле. Мот велел передать Баалу, что он ненасытен, потому пускай Баал накормит и напоит его, удовлетворит его желания кувшинами вина, как его виночерпий, также напомнив ему, как ранил его копьём во время битвы со змеем Латану, и что даже богиня солнца Шапаш «в его руке». Миф о борьбе Баала с Латану не дошли. Мот также требует, чтобы он взял с собой свою свиту — ветры, облака и дождь, а также жир, Пидрай и Талай на гору Канканай — где по представлениям угаритян был вход в подземный мир. Возможно, гора имела реальное местоположение, которое неизвестно. Само название горы knkny, сопоставляется Шифманом с еврейским ken — «основание», «опора», из чего Шифманом делается вывод, что гора воспринималось, как фундамент мироздания. Если Баал всё это не выполнит, Мот обязуется проглотить его. Гапну и Угару вернулись на вершину Цафона во дворец Баала и передали ему послание Мота, от чего Баал испугался. Решив, что не сможет он противостоять богу смерти, он соглашается стать вечным рабом Мота, спуститься в глубь земли и сесть у подножия трона Мота. Бог смерти обрадовался этому, и в честь своего торжества устроив пир. Шифман утверждает, что Баал впоследствии отказывается быть рабом. Перед спуском в подземный мир Баал вступил на поле льва Мамету в соитие с тёлкой, вероятно, в виде быка, от которой у него появился сын, вероятно, также бык. Шифман полагает, что под тёлкой имеется богиня Анат, а под львом Мамету имеется в виду акадский бог смерти Нергал, либо бог чумы Эрру, которые оба известны, как мужья богини подземного мира Мамету. Эпитет «лев» в данном случае мог означать, что этот бог стоит рядом с троном Мамету и пожирает души мёртвых. Элиаде полагает, что Баал отдал сына Элю, завернув в свою одежду. Точная версия смерти Баала неизвестна. Циркин предполагает, что он был убит на пиру, в то время, как Немировский говорит о смерти Баала сразу после соития.
Эль сидел в своем дворце у истоков вселенской реки, в середине потоков двух океанов. От неизвестных посланцев, вероятно Гапну и Угару, он услышал весть, что Баал погиб. При этом известии впал Эль в скорбь: сошёл со своего трона, сел на землю, посыпал свою голову прахом, вокруг бедер обернул вретище, при этом избив себя камнями, ножом сделав надрезы на щеках и подбородке, руками бив себя в грудь и в спину. После этого Эль воскликнул, что беспокоится о судьбе людей — «народа Дагона» и, что так же как и он «сойдёт в землю». Анат тоже узнала о смерти Баала, начав поиск его тела, обыскивая каждую гору вплоть до «нижних полей» царства мёртвых. Она нашла тело Баала на поле льва Мамету, накрыла его своей одеждой и совершила траурный обряд, как и Эль, также беспокоясь о судьбе людей. Вместе с ней скорбит и Шапаш. Позже, Шапаш взяла тело Баала и положила на плечи Анат, которая отнесла тело на Цафон, и погребла, принеся множество жертв животных по семьдесят раз. После этого, она отправилась к Элю и Ашере, склонившись и сказав, что те могут радоваться: теперь Баал мёртв. Сохранившиеся части представляют собой проблему для исследователей, поскольку, по-видимому, даже если Анат ранее похоронила Баала, она активно ищет его после этого. Было высказано предположение, что она похоронила только замену, а не настоящего Баала. Шифманом выдвигается предположение, что имелся эпизод, что Баал воскресает и покидает свою гробницу. Божественная чета решила выбрать другого владыку земли из числа сыновей Ашеры: Астара Ужасного, который, по словам Ашеры будет покорнее Баала. Астар поднялся на Цафон и сел на трон Баала, но тот оказался ему велик, поэтому он спустился обратно на свою землю.
После в тексте идёт большой пробел в приблизительно в 30 строк. Дальше история возобновляется: спустя время, скорбь Анат стала невыносимой и она пришла и потребовала у Мота вернуть её брата, дергая его за край плаща, и тот ответил:
Что ты хочешь, о девственница Анату? 

Я обошел и обшарил

все горы до глубин земли, 

все холмы до глубин полей! 

Душа моя жаждет сынов человеческих, 

душа моя — людей земных! 

Я пришел в приятную страну, 

на пастбище, 

на прекрасное поле льва Мамету, 

приблизился я к Силачу Ба’лу, 

положил его я, как ягненка, в пасть мою, 

как козленка, в глотку мою! 

Погиб он! Светоч Илу, Шапашу, 

озаряющая блеском небеса, 

в руке сына Илу, Муту.
Снова спустя время, Анат напала на Мота: разрубила его мечом или серпом, сквозь сито просеяла, сожгла на огне, размолола жерновами мельницы, рассеяла по полю, чтобы птицы склевали его останки. Все эти действия были идентифицированы исследователями, как процесс обработки зерна, либо также ритуального убийства. По мнению Джона Гибсона, это маловероятно, поскольку действия Анат просто призваны проиллюстрировать, что уничтожение Мота было полным и основательным. После смерти Мота воскрес Баал. Хук предполагает, что Баал не был на земле семь лет, которые были годами засухи, а также, что Баал воскрес не после смерти Мота, а до него, но не был найден, поэтому воцарился Астар.
Элю явилось видение во сне, что небо наполнилось маслом, а реки мёдом, что он воспринял, как знак возвращения Баала. Элиаде сравнивает это со схожими описаниями из Библии (Иез. 32:14), (Иов. 20:17). Не зная, где его искать, он передал это поручение Шапаш, через Анат, которые вместе нашли его. Баал взял свою дубинку и пошёл войной на детей Ашеры, которые заняли его трон, прогнав их. Спустя семь лет возродился Мот, который обратился к Баалу с упрёком, что по его вине он погиб, поэтому он требует одного из его братьев, чтобы съесть его. Баал отказывается, и Мот собирает свою свиту: семь юнцов и восемь кабанов, говоря им, что ему нужно сразиться с его братом Баалом, несмотря на то, что они оба сыны одной матери. Началась битва, в которой оба были равны. Шапаш крикнула Моту, что если тот не остановиться, то его отец — Эль, сгонит его с трона. Мот испугался и уступил Баалу. Баал окончательно воцарился, и Анат утверждает об эре мира, где «у быка будет голос газели, а у воробья голос соловья». Табличка заканчивается гимном в честь Шапаш, в котором также упоминается Котар-ва-Хасис.
В конце поэмы указано имя писца Ильмику, и имя царя Угарита Нимкада, а также верховного жреца Аттинпарлану, что даёт датировку поэмы серединой XIV века до н. э.. Хук полагает, что сама поэма несёт в себе черты аккадской и египетской мифологии, и намного древнее. Также известен повреждённый текст KTU 1.133, также относящийся к мифу, который интерпретируется как ученическое упражнение писца, содержащий отрывок из описания пиршества Баала. Текст содержит акт интронизации Баала или поэтическое описании его эпифании.

#### Мот в других мифах
Мот упоминается и в других мифах Цикла Баала. Так в конце поэмы о строительстве дома Баала, Баал собирает драгоценности, из которых должен быть построен его дом, и приглашает к себе Котара-ва-Хасиса. Последний предлагает сделать во дворце окно, однако Баал отказывается, опасаясь, как бы через окно не увидели его возлюбленных Пидрай и Талай, и, возможно, из страха перед Мотом или Ямом. Котар-ва-Хасис начинает работу. По её завершении Баал устраивает пиршество для богов и богинь и решает сделать в доме окно.
Текст табличек эпизодически повествует о подчиненности Шапаш Моту, эпизодически упоминая, что Шапаш «в руке Мота». Вероятно, существовал недошедший миф о борьбе Мота и Шапаш. Элементы поэмы, говорящие о подчиненности богини солнца Шапаш богу смерти Моту, сопоставляются Шифманом с представлениями, засвидетельствованными на алтаре из Трастевере, согласно которым время от заката до восхода солнце проводит в царстве мертвых и там преображается в Сатурна.
В мифе о Керете, Эль создает из глины целительницу Шаатикат, и она побеждает Мота, прогоняя болезнь Керета.

## Финикийская религия
Финикийское представление о Моте существует в пересказе греческого автора Филона из Библоса Евсевием Кесарийским, который пишет о финикийском историке по имени Санхуниатон. В повествовании Санхуниатона, который даёт некоторым финикийским богам греческие имена, на основе их сближения, Мот, который назван Мутом (Μοὺθ), является богом и сыном Эля, который назван Кроном, и Реи. Эль отдал господство над смертью и миром мертвецов своему умершему сыну от Реи, Моту. Филон говорит, что финикийцы называют Мота «смертью», Танатосом и Плутоном. Настоящее финикийское имя Реи неизвестно. Циркин, хотя и утверждает, что у финикийцев культ Ашеры не представлен широко, всё же предполагает, что это могла быть Ашера.
В более раннем философском мифе о творении Санхуниатон рассказывает о «мрачном воздухе», который затем воздух полюбил самого себя, и появилось Желание (πόθος). Из этого соединения образовался Мот (Μώτ), который был грязью или гнилостным водянистым соединением; и из него произошло всё сущее. Потом появились существа, ещё не имевшие никаких чувств. От них уже произошли другие существа, обладающие разумом, и получившие имя «зофасимины» (Ζωφασημίν), то есть «наблюдающие за небом», по своей форме походившие на яйцо. Одновременно возникли также солнце, луна и звёзды. Потом в Мот засиял в месте со всеми небесными телами и созвездиями.

## Библия
По представлениям современных учёных в Ветхом Завете имеются несколько отрывков в которых упоминается Мот, в виде персонифицированного понятия «смерть» (евр. mawet), а также отожествляемого термина для обозначения загробного мира — Шеол.
О присутствии Мота свидетельствуют теофорные имена современников царя Давида — Ахимоф, «Брат мой — Мот» в 1 Пар. 6:25 и Азмавет в 2 Цар. 23:31 и 1 Пар. 27:25, «Силён Мот», вероятно, изначально имелось в виду «Силён, как Мот», по аналогии с другими ханаанейскими именами, и также связанный с ним топоним Бет-Азмавет (Езд. 2:24, Неем. 7:28, 12:29). Второе имя, как и топоним возникли из устойчивого выражения: «Мот силён» в угаритском эпосе и «Сильна, как Мот, любовь» в Песн. 8:6.
Библия описывает Мота и Шеол, как ненасытностых, и имеющих огромную глотку: «Шеол растянула глотку свою, раскрыла пасть свою без меры» (Ис. 5:14); надменный человек «растягивает глотку свою как Шеол, и как Мот он ненасытен» (Авв. 2:5); грешники говорят про своих жертв: «проглотим их, как Шеол» (Прит. 1:12). Угаритский эпос также представляет Мота огромным чудовищем, поглощающим своих жертв.
Вторжение Мота через окно в мифе о постройке дома Баала — тема, возможно, нашедшая отражение в книге Иеремии: «Ибо смерть входит в наши окна, вторгается в чертоги наши, чтобы истребить детей с улицы, юношей с площадей.» (Иер. 9:20, 21). Хотя Гастер замечает, что в угаритском тексе не указано, что через окно проникает именно Мот, также была предложена фигура бога Яма. По словам Пауля, истоки стихов книги Иеремии нужно искать в образе демона Ламашту, которая убивает женщин и детей, проникая через окна.
В Книге Иова Вилдад Савхеянин, описывая участь беззаконного, называет Мота «Царём ужасов» (Иов. 18:13, 14). Угаритский эпос также изображает Мота восседающим на царском престоле в городе Хамрай.
Предсказывая будущее самонадеянных людей, 48-й Псалом уподобляет их овцам пастухом которых будет Мот (Пс. 48:15). В угаритском эпосе губительная сила Мота сходно описывается при помощи образов овец и коз.
Враг протагониста 67-го Псалма прямо называется Мотом: «Бог наш — бог побед…У господа исходы к Моту» (Пс. 67:21). Далее сообщается, что бог «поразил…темя» своего врага (Пс. 67:22). В угаритском мифе о борьбе Баала с богом моря Ямом Бог грозы поражает своего врага именно в темя.
Говоря о блуднице, Библия сообщает: «Дом её — дороги к Шеол, нисходящие к покоям Мота» (Прит. 7:27). Согласно угаритскому мифу, отец Мота Эль тоже обитает «в семи покоях». В покои Мота попадают через ворота: «Помилуй меня, Яхве,… возносящий меня от врат Мота» (Пс. 9:14); «В преполовение дней моих должен я идти во врата Шеол» (Ис. 38:10); «Нисходил ли ты в источники моря и ходил ли в глубинах бездны? Были ли тебе показаны врата Мота?» (Иов. 38:16, 17).
Библейский параллелизм Аваддон/Шеол и Аваддон/Смерть соответствует той роли, которую Мот и Астару играют в угаритской поэме о борьбе Баала с Мотом как противники Баала — подателя жизни.
Библия также изображает Мота в виде охотника: «Силки Мота объяли меня…и сети Мота опутали меня. В беде моей я призвал Яхве, и к богу моему воззвал» (Пс. 17:5—7). Не называемый по имени, Мот в виде ловца с сетью присутствует в 90-м Псалме, автор которого обещает праведнику, что Яхве «избавит тебя от сети Ловца, от гибельного Девера…Не убоишься ужаса ночи, стрелы, летящей днём, Девера, ходящего во мраке, Кетева, опустошающего в полдень» (Пс. 90:1—6). Девер («Язва») и Кетев («Гибель») здесь — предполагаемые слуги или ангелы смерти; Петров предполагает, что возможно, их имеет в виду Книга Притч: «Гнев царя — ангелы Мота» (Прит. 16:14). Пророк Осия обещает, что Яхве спасёт от них израильтян: «От руки Шеол я избавлю их, у Мота выкуплю их. Мот! Где твой Девер? Шеол! где твой Кетев?» (Ос. 13:14).
Упоминание об элементе угаритского мифа содержится в Псалме 47, 15 стихе, который читается следующим образом: «Ибо сей Бог есть Бог наш на веки и веки; Он будет вождем нашим до самой смерти» Пс. 47:15. По мнению Хука, в первоначальном варианте это звучало иначе: «Наш Бог, который существует всегда, наш поводырь в борьбе против Смерти», — и этот текст имеет явную связь с угаритским мифом. Но это точка зрения является спорной.
В финикийской религии Мот представлен в виде изначальной влаги, которая сотворила мир с помощью духа, в библейской истории в начале космогонии также есть Бог в виде духа, парящим над водами. Книге Премудрости Соломона также говорится о создании мира Богом из безобразного вещества.
Победа Мота над Баалом, и наступившая за тем засуха, Элиаде сравнивает с циклом семи засушливых годов в Быт. 41:2 и 2 Цар. 24:13.
Намёк на Мота также был предложен в других стихах Псаломов: Пс. 68:21 и Пс. 73:4, но Джон Дей ставит это под сомнение.

### Яхве и Мот
Имеются в Библии также указания, позволяющие предположить существование не включенного в библейское повествование мифа о борьбе Яхве со Смертью — Мотом. В Ис. 25:8 идёт речь о победе Яхве над Смертью. Вариация на эту же тему содержится в Пс. 18:5—17, Ис. 28:14—18, где пророк Исайя упоминает Мота как того, с кем может быть заключён завет, как он может быть заключён с Яхве.
Яхве — податель воды, дождя, молний и грома Иер. 10:12, 13; Зах. 10:1; Иов. 37, 2—6; 38, 22—30 — является прямым аналогом угаритского Баала. В угаритском эпосе жертвой Мота становится Баал: Впоследствии Баал воскресает, чтобы вновь вступить с Мотом в борьбу, которая повторяется ежегодно. Пророк Исайя обещает, что поглощающий Баала Мот будет сам поглощён сменившим Баала Яхве, причём эта победа будет окончательной: «Яхве Воинств… проглотит Мота навеки» (Ис. 25:6—8). В Библии складывается новый уровень представлений: Яхве спасает от Смерти; у Исайи договор со Смертью, в основании которого лежит ложь и обман, подчёркнуто противопоставлен договору с Яхве, в основе которого — правосудие и правда. В мифологему борьбы умирающего и воскресающего бога со Смертью с течением времени вкладывается новое содержание: борьба добра со злом. Этот дуализм, испытавший впоследствии интенсивное иранское влияние, найдёт свое выражение в идеологии кумранской общины, ессейства и раннего христианства.

### Влияние Мота на Пасху
Существует точка зрения некоторых исследователей, что еврейская традиция Песаха началась как ритуал, связанный с мифом о Моте, убивающем Баала. Песах отмечался в конце сезона дождей. Возможно, съедая козленка или ягненка на Песах, евреи символически воссоздавали съедение Мотом Баала, надеясь, что это вовремя остановит дождь. При этом кости ягнёнка — символического изображения Баала, запрещалось ломать, так как это неблагоприятно повлияет на воскрешение Баала осенью, когда снова понадобятся дожди. Христианские ученые оспаривают такой взгляд, как неспособность принять во внимание первоначальный нарратив и культурный контекст, считая, что авторы Библии хорошо знали религиозные воззрения других народов, и противопоставляли себя им.